# Stary Myszków
Stary Myszków – dzielnica Myszkowa, do której przyłączono okoliczne osiedla, tworząc najpierw gminę Myszków, a następnie miasto. Na pograniczu Starego Myszkowa i Nowego Myszkowa znajduje się centrum miasta - rondo i park przy Urzędzie Miasta.

## Historia
Stary Myszków to dawna wieś, od 1867 w gminie Żarki, a od 1 stycznia 1924 w nowo utworzonej gminie Myszków. W latach 1867–1926 należał do powiatu będzińskiego, a od 1927 do zawierciańskiego. W II RP przynależała do woj. kieleckiego. 4 listopada 1933 gminę Myszków podzielono na dziewięć gromad. Wieś Myszków Stary i osiedle Helenówka ustanowiły gromadę o nazwie Myszków Stary w gminie Myszków.
Podczas II wojny światowej włączone do III Rzeszy. 19 stycznia 1945 nastąpiło wyzwolenie Starego Myszkowa przez Armię Czerwoną;
Po wojnie gmina Myszków przez bardzo krótki czas zachowała przynależność administracyjną, lecz już 18 sierpnia 1945 roku została wraz z całym powiatem zawierciańskim przyłączone do woj. śląskiego. Według stanu z 1 kwietnia 1949 gmina Myszków podzielona była nadal na pięć gromad: Ciszówka, Mijaczów, Myszków Nowy, Myszków Stary i Pohulanka.
W związku z nadaniem gminie Myszków status miasta 1 stycznia 1950, Stary Myszków utracił swoją samodzielność, stając się obszarem miejskim.

## Obiekty i zabytki
- Zabytkowy dworzec kolejowy z XIX w. na stacji Myszków
- Plac Dworcowy, pełniący rolę centrum miasta Myszkowa
- Neogotycki kościół parafialny św. Stanisława Biskupa Męczennika
- Liceum Ogólnokształcące im. mjr. Henryka Sucharskiego
- Cmentarz parafialny przy ul. Sikorskiego